# چولا ویستا آیلز
چولا ویستا آیلز (به انگلیسی: Chula Vista Isles) یک منطقهٔ مسکونی در ایالات متحده آمریکا است که در شهرستان براوارد، فلوریدا قرار دارد. چولا ویستا آیلز ۰٫۲ کیلومتر مربع مساحت و ۵۷۳ نفر جمعیت دارد.